# Haidhof (Gräfenberg)
Haidhof  ist ein Gemeindeteil der Stadt Gräfenberg im Landkreis Forchheim (Oberfranken, Bayern). Das Dorf liegt in der Fränkischen Schweiz.

## Geschichte
Zwei Möglichkeiten der Namensherkunft sind bekannt: „Hof auf der Heide“ (waldlose, unbebaute Ebene) und „Hof des Haid“. Der Ort „Haidhoff“ wurde 1364 zum ersten Mal urkundlich erwähnt.
Haidhof wurde am 1. Mai 1978 im Zuge der Gebietsreform als Gemeindeteil der Gemeinde Thuisbrunn in die Stadt Gräfenberg eingegliedert.
Nördlich von Haidhof erhebt sich der Haidhofer Schlossberg (ca. 569 m ü. NHN). Früher stand auf dessen Südostsporn die Burg Schlossberg (560,1 m ü. NHN), von der noch wenige Mauerfragmente erhalten sind. Heutzutage befindet sich dort der Aussichtspunkt Burgstein mit Blick auf die südliche Fränkische Schweiz.